# Fundulus confluentus
Fundulus confluentus is een straalvinnige vissensoort uit de familie van killivisjes (Fundulidae). De wetenschappelijke naam van de soort is voor het eerst geldig gepubliceerd in 1879 door Goode & Bean.